# Wolha Chilko
Wolha Wiktarauna Chilko (biał. Вольга Віктараўна Хілько, ros. Ольга Викторовна Хилько; ur. 24 marca 1979) – białoruska zapaśniczka walcząca w stylu wolnym. Dwukrotna olimpijka. Szósta w Atenach 2004 i dwunasta w Pekinie 2008. Walczyła w kategorii 63 kg.
Brązowa medalistka mistrzostw świata w 2005. Wicemistrzyni Europy w 2005 i 2008. Druga na uniwersjadzie w 2005 i trzecia na akademickich MŚ w 2004. Trzecia w Pucharze Świata w 2009 i piąta w 2007 roku.